# Keines natürlichen Todes
Keines natürlichen Todes (engl.: Unnatural death – Die dt. Erstausgabe erschien unter dem Titel „Eines natürlichen Todes“ bei Scherz 1951) ist ein 1927 erschienener Kriminalroman von Dorothy L. Sayers. In den USA erschien er unter dem Titel The Dawson Pedigree.
Die Geschichte nimmt Bezug auf die damals bevorstehende Verabschiedung des englischen Law of Property Act 1925, das die Erbverhältnisse ändern sollte. In verschiedenen Passagen wird auf diese juristischen Aspekte hingewiesen.

## Inhalt

### Vorgeschichte
Miss Agatha Dawson, eine wohlhabende alte Jungfer, erkrankt an Krebs und holt sich zur Betreuung ihre Großnichte Mary Whittaker, eine gelernte Krankenschwester, in ihr Haus in Leahampton. Als sie früher als erwartet, und damit bei Gültigkeit der alten Regelungen (die Verwandte begünstigen) stirbt, ist der behandelnde Arzt Dr. Carr skeptisch und führt eine Autopsie durch, die allerdings ohne Ergebnis bleibt; Miss Dawson scheint eines natürlichen Todes gestorben zu sein. Dr. Carr verliert nach und nach das Vertrauen seiner Patienten und muss Leahampton verlassen.

### Handlung
Dr. Carr erzählt diese Geschichte Lord Peter Wimsey, der sofort einen Verdacht gegen Mary Whittaker hegt. Er schickt seine Bekannte Miss Climpson nach Leahampton, damit sie dort unauffällig Erkundigungen über den Vorfall einholen kann. Wimsey selbst versucht über eine Zeitungsannonce Kontakt zu den Schwestern Bertha und Evelyn Gotobed herzustellen, die seinerzeit Hausmädchen im Hause Dawson waren.
Wenig später wird Bertha Gotobed tot aufgefunden, es werden aber keine Spuren von Gewaltanwendung oder Giftmord gefunden. Allerdings führen Spuren bei der Leiche zu einer Mrs. Forrest, die aber nichts weiter zum Tod von Bertha weiß.
Miss Climpson freundet sich indessen mit Vera Findlater an, die Mary Whittaker verehrt und mit dieser eine Hühnerfarm aufmachen will. Miss Whittaker und Miss Findlater fahren aufs Land, um sich Farmen anzusehen. Als sie nicht wiederkommen, sucht die Polizei nach ihnen. Man findet Vera Findlaters Leiche, Mary Whittaker ist allem Anschein nach entführt worden. Lord Peter vermutet, dass Mrs. Forrest und Miss Whittaker Komplizinnen sind, die die Entführung nur vorgetäuscht haben. Miss Climpson erfährt durch Zufall, dass Vera Findlater nicht die ganze Zeit mit Mary Whittaker zusammen war, sondern dass Mary einen Abstecher nach London gemacht hat. Vera war ihr gefolgt und hatte sie mit einem Mann in der South Audley Street gesehen, in der auch Mrs. Forrest wohnt (von deren Existenz Miss Climpson nichts weiß).
Miss Climpson fährt nun ihrerseits nach London, um Mary Whittaker in der South Audley Street ausfindig zu machen. Als Hausiererin verkleidet klingelt sie an Mrs. Forrests Wohnung und zu ihrer Überraschung öffnet Miss Whittaker und attackiert sie. Zur gleichen Zeit findet Wimsey heraus, dass Miss Whittaker und Mrs. Forrest nicht Komplizinnen, sondern ein und dieselbe Person sind. Die Polizei kann rechtzeitig in der South Audley Street erscheinen und den Mord an Miss Climpson verhindern. Lord Peter entdeckt auch die Mordmethode: Miss Whittaker hatte ihren Opfern Luft injiziert, was zu einem natürlich wirkenden Herzstillstand führte. Sie hatte ihre Großtante umgebracht, weil sie befürchtete, durch das alsbald in Kraft tretende neue Erbrecht werde sie nicht mehr als nächste Verwandte anerkannt und um ihr Erbe gebracht.

## Wiederkehrende Charaktere
- Lord Peter Wimsey
- Inspektor Charles Parker
- Mr. Murbles, der Familienanwalt der Wimseys

Zudem führt Dorothy L. Sayers hier die Figur der Alexandra Catherine Climpson, einer „alten Jungfer“, ein. Sie ermittelt für Lord Peter in Fällen, wo nur durch Klatsch Informationen zu erhalten sind.

## Ethik
Anders als die beiden vorangegangenen Wimsey-Romane ist Keines natürlichen Todes kein reiner Who done it-Ratekrimi. Es ist eine ethische Diskussion zwischen Lord Peter und dem Pfarrer von Leahampton eingeflochten, in der Wimsey die Ablehnung von Euthanasie infrage stellt. In dieser Diskussion kommt Sayers’ Standpunkt zum Ausdruck, nach dem ein Mord durch nichts entschuldbar ist.

## Lesbische Beziehungen
In einem Gespräch zwischen Miss Climpson und Vera Findlater wird deutlich, dass Vera sich zu Mary Whittaker hingezogen fühlt und die Absicht verfolgt, mit ihr zusammenzuziehen. Miss Climpson lehnt dieses Vorhaben als widernatürlich ab.